# جينيفر غرانهولم
جينيفر غرانهولم (بالإنجليزية: Jennifer Granholm) هي سياسية أمريكية من أصول سويدية تنتمي إلى الحزب الديمقراطي ولدت جينيفر غرانهولم في 5 من شهر شباط - فبراير من سنة 1959 في مدينة فانكوفر في مقاطعة كولومبيا البريطانية في كندا انتقلت عائلتها إلى الولايات المتحدة عندما كانت جينيفر غرانهولم تبلغ سن الرابعة ونالت جينيفر غرانهولم الجنسية الأمريكية في سنة 1980 تزوجت جينيفر غرانهولم من دانيال مولهرن في سنة 1986 أصبحت جينيفر غرانهولم حاكمة على ولاية ميشيغان الأمريكية في سنة 2003.